# Crossville (Tennessee)
Pour les articles homonymes, voir Crossville.
Crossville est une ville américaine située dans l’État du Tennessee. Elle est le siège du comté de Cumberland. Lors du recensement de 2010, sa population s’élevait à 10 795 habitants.

## Histoire
Les terres de Crossville étaient occupées à l'origine par les peuples Cherokees, Chactas, Chicachas, et Creeks quand le Tennessee devient un État en 1796. En 1800, Samuel Lambeth ouvre un magasin sur les terres de ce qui deviendra Crossville. Crossville devient officiellement une ville en 1901.
Pendant la période du New Deal, le Cumberland Homesteads est créé dans la ville, un projet d'urbanisme utopique pour les personnes défavorisées et delocalisées à l'occasion des grands travaux. En 1937, alors que la ville dépend de ses puits pour se sourcer en eau, un accord est passé avec le gouvernement pour créer le barrage de Meadow Creek Falls et le lac Meadow Park Lake pour approvisionner la ville en eau.
Durant la Seconde Guerre mondiale, un camp d'internement des prisonniers allemands et italiens est construit dans la ville, sur les terres que l'ancien marshall Amos Wilkes fut forcé de vendre au gouvernement. Une bonne majorité sont des officiers supérieurs ayant participé la mission Afrika Korps. Au moins 1.500 prisonniers y furent détenus entre 1942 et 1945, faisant du camp d'internement de Crossville l'un des plus actifs de la guerre sur le territoire des États-Unis. À l'annonce de la fin de la guerre, les prisonniers sont rapidement renvoyés en Europe pour être rapaptriés en Allemagne, et le camp ferme. Dans les années 1960, le complexe est racheté par l'université du Tennessee qui la transforme en division externe de son campus (Clyde M. York 4-H camp).
Pendant la guerre, les prisonniers de haut-rangs pouvaient être envoyés dans les camps américains pour empêcher toute tentative d'évasion. Pietro Gazzera et Annibale Bergonzoli y furent internés. En 1942, Crossville est une ville peu accessible par la route, mais traversée par un chemin de fer, ce qui rend les évasions difficiles et les transferts de prisonniers faciles. Le nouveau barrage de Meadow Creek permet d'approvisionner le nouveau camp en eau.
Les prisonniers étaient également très bien traités (logement, nourriture, salaire, achats). Ils se sont construit cinq cours de tennis dans le camp pour se divertir. Une école a aussi pris naissance au sein du camp. Les prisonniers allemands appliquaient leur propre système judiciaire au sein du camp, et faisaient régner la terreur nazie dans toute la ville. La présence d'un camp de prisonniers provoqua des conflits avec la populaton locale qui ne voulait pas cohabiter avec l'ennemi de la guerre. L'arrivée des nouveaux prisonniers se faisait discrètement pendant la nuit.
Des objets donnés par les prisonniers aux habitants à la suite de leur départ sont encore exposés dans les magasins de la ville. Beaucoup de prisonniers ne souhaitaient pas quitter le pays à la suite de la fin des conflits.
En 2018, la municipalité fait retirer du gymnase de l'école primaire (Crossville Elementary School) la peinture murale représentant un drapeau de la confédération et une scène de lynchage. Certains résidents ont condamné la valorisation historique auprès des plus jeunes du passé raciste de la ville.

## Lieux d'intérêt
La plus grande maison arboricole (treehouse) du monde se trouvait à Crossville. Elle fut bâtie dans les années 1990. Elle entre dans le Livre Guinness des records en 2012. En octobre 2019, un incendie dont la cause n'a pas été identifiée a mis en cendres la cabane en l'espace de quinze minutes,. Le terrain venait de passer à un nouveau propriétaire plus tôt le même mois qui s'était engagé publiquement à ne pas détruire la maison arboricole.
De 2003 à 2022, la fédération américaine des échecs était basée à Crossville,.

## Géographie
La source de la rivière Obed se trouve au sud de Crossville.

## Géologie
Le sol de la ville est extrêmement rocheux, au point d'avoir surpris les ingénieurs de l'Army Corp lors de la construction du camp d'internement en 1942. Les cartes du Cumberland de 1903 montrent que trois lignes de chemin de fer se dirigent directement vers Crossville, mais qu'aucune d'entre elles n'atteint la ville.

## Sources
- (en) Cet article est partiellement ou en totalité issu de l’article de Wikipédia en anglais intitulé « Crossville, Tennessee » (voir la liste des auteurs).

1. ↑  (en) « Crossville; All Roads Meet on the Way to Somewhere Else », sur Fernweh, 29 mai 2022 (consulté le 7 juin 2024)
2. ↑  (en-US) BY DIANE BRANDLEY SPECIAL TO THE FREE PRESS, « Intriguing history », sur The Star Banner (consulté le 26 mars 2024)
3. ↑  (en-US) « History – City of Crossville, TN » (consulté le 6 juin 2024)
4. 1 2 3 4 5  (en) Christopher Hogin, « The Crossville Internment Camp: Nazi Prisoners on the Tennessee Home Front », sur Core.ac.uk, 1995 (consulté le 26 mars 2024)
5. ↑  (en-US) Kristi L. Nelson, « Crossville, Tenn., elementary school gym murals modified to remove Confederate flags, 'lynching' », sur Knoxville News Sentinel (consulté le 18 mars 2024)
6. ↑  (en-US) Condé Nast, « The World’s Largest Treehouse Burned to the Ground in Less Than 15 Minutes », sur Architectural Digest, 28 octobre 2019 (consulté le 18 mars 2024)
7. ↑  (en-US) Callie Bost, « Go Inside The World's Largest Treehouse, Which Was Inspired By God », sur Business Insider (consulté le 18 mars 2024)
8. ↑  (en-US) « New owner says he won't tear down giant treehouse in Crossville », sur wbir.com, 11 octobre 2019 (consulté le 18 mars 2024)
9. ↑  (en-US) « Checkmate: Why Crossville is home to the U.S. Chess Federation », sur wbir.com, 16 juin 2021 (consulté le 19 mars 2024)
10. ↑  (en) Daniel Lucas, « US Chess Executive Board Votes to Move Organization’s Headquarters », sur US Chess.org, wed, 01/05/2022 - 15:00 (consulté le 6 juin 2024)
11. ↑  (en) « Obed River », sur naturalatlas.com (consulté le 6 juin 2024)
12. ↑  (en) « TN History For Kids - Cumberland County », sur TN History For Kids - Cumberland County (consulté le 6 juin 2024)